# Nupseroberea congoensis
Nupseroberea congoensis är en skalbaggsart som beskrevs av Stefan von Breuning 1950. Nupseroberea congoensis ingår i släktet Nupseroberea och familjen långhorningar. Inga underarter finns listade i Catalogue of Life.